# Василиса (фильм, 2013)
«Василиса» — российский исторический фильм 2013 года, а также смонтированный с использованием того же исходного киноматериала одноимённый мини-телесериал из четырёх серий, режиссёр Антон Сиверс. Картина рассказывает о жизни участницы Отечественной войны 1812 года Василисы Кожиной.

## История создания
Первоначально планировалось, что режиссёром фильма будет Дмитрий Месхиев. Выход фильма планировался в 2012 году к 200-летию Отечественной войны 1812 года, однако, реализация замысла затянулась до 2014 года, и режиссёром стал Антон Сиверс.
Специальный показ фильма состоялся в апреле 2014 года в Крыму, а затем в Санкт-Петербурге в рамках фестиваля «Виват, кино России!». Премьера фильма в кинотеатрах состоялась 4 декабря 2014 года. 12 июня 2015 сериал был показан по Первому каналу в Белоруссии.

## Сюжет
Крепостная крестьянка Василиса состоит в романтической связи с дворянином Иваном Рязановым, который обещает ей вольную и венчание, однако с детства помолвлен с девушкой своего круга. К Василисе сватается староста деревни Кожин. Превратно истолковав объяснение Рязанова со своей невестой, Василиса соглашается на брак со старостой. Вскоре после этого начинается Отечественная война. Крестьяне сталкиваются со злоупотреблениями французских солдат и бездействием своего помещика. Василиса решает бороться и организовывает крестьян в партизанский отряд, который нападает на французские обозы, нанося им существенный урон.

## В ролях
| Актёры              | Роли              |
| ------------------- | ----------------- |
| Светлана Ходченкова | Василиса Кожина   |
| Дмитрий Соломыкин   | Иван Рязанов      |
| Жером Кузан         | Блие              |
| Кристина Кузьмина   | Дашка             |
| Игорь Черневич      | Максим Кожин      |
| Андрей Ильин        | Елагин            |
| Ирина Розанова      | Катерина Карловна |
| Алексей Барабаш     | Александр I       |
| Владимир Матвеев    | Кутузов           |
| Виталий Коваленко   | Наполеон I        |
| Юрий Батурин        | Немеровский       |
| Николай Спиридонов  | Гришка            |

## Мнения критиков
Борис Иванов отметил высокий уровень съёмок боевых сцен, но посчитал слишком вольной трактовку сюжета.